# Aphrophila antennata
Aphrophila antennata is een tweevleugelige uit de familie steltmuggen (Limoniidae). De soort komt voor in het Neotropisch gebied.